# J. Michael Straczynski
Joseph Michael Straczynski (Paterson, New Jersey, 17. srpnja 1954.), (poznat profesionalno kao J. Michael Straczynski i neformalno kao Joe Straczynski ili jms), je nagrađivan američki pisac i producent koji radi u različitim medijima, uključujući i televizijske serije, romane, pripovijetke, strip knjige, i radio drame. 
On je dramski pisac, novinar i autor poznate knjige The Complete Book of Scriptwriting. On je bio tvorac, izvršni producent i glavni pisac znanstveno fantastične TV serije Babilon 5, njenog spin-offa "Crusade", i serije Jeremija. Straczynski je napisao 92 od 110 epizoda serije Babilona 5, posebice neprekinuti lanac od 59-epizoda, sve osim jedne od epizoda pete sezone. On je također napisao četiri Babilon 5 TV filmova proizvedenih uz seriju.
U posljednje dvije godine, Straczynski je dospio na A-listu film pisaca, koji rade s takvim zvijezdama i redateljima kao Clint Eastwood, Ron Howard, Lana i Andy Wachowski, Angelina Jolie, Tom Hanks, John Malkovich, Joel Silver, Wolfgang Peterson, Paul Greengrass i Brad Pitt.
Straczynski je također bio član Usenet sudionika i drugih ranih računalnih mreža, održavajući interakciju s fanovima kroz razne online forume (uključujući GEnie, CompuServe i America Online) od 1984. Njemu je često pripisano da je prvi TV producent ( "showrunner" u Hollywood slangu) da se izravno bavi s fanovima na internetu, i njihove komentari utječu na izgled i dojam njegovih TV serija.
Straczynski je diplomirao na San Diego State University (SDSU), diplomirao je na stupnjevima u psihologije i sociologije (s maloljetnicima u filozofiji i književnosti). Dok je bio na SDSU, on je napisao prolifile za studentske novine, Dnevni Aztec, povremeno pišući tolike članke da su ga u šali nazivali i "Dnevni Joe." Straczynski trenutno živi u Los Angelesu.